# Madame de Brinvilliers

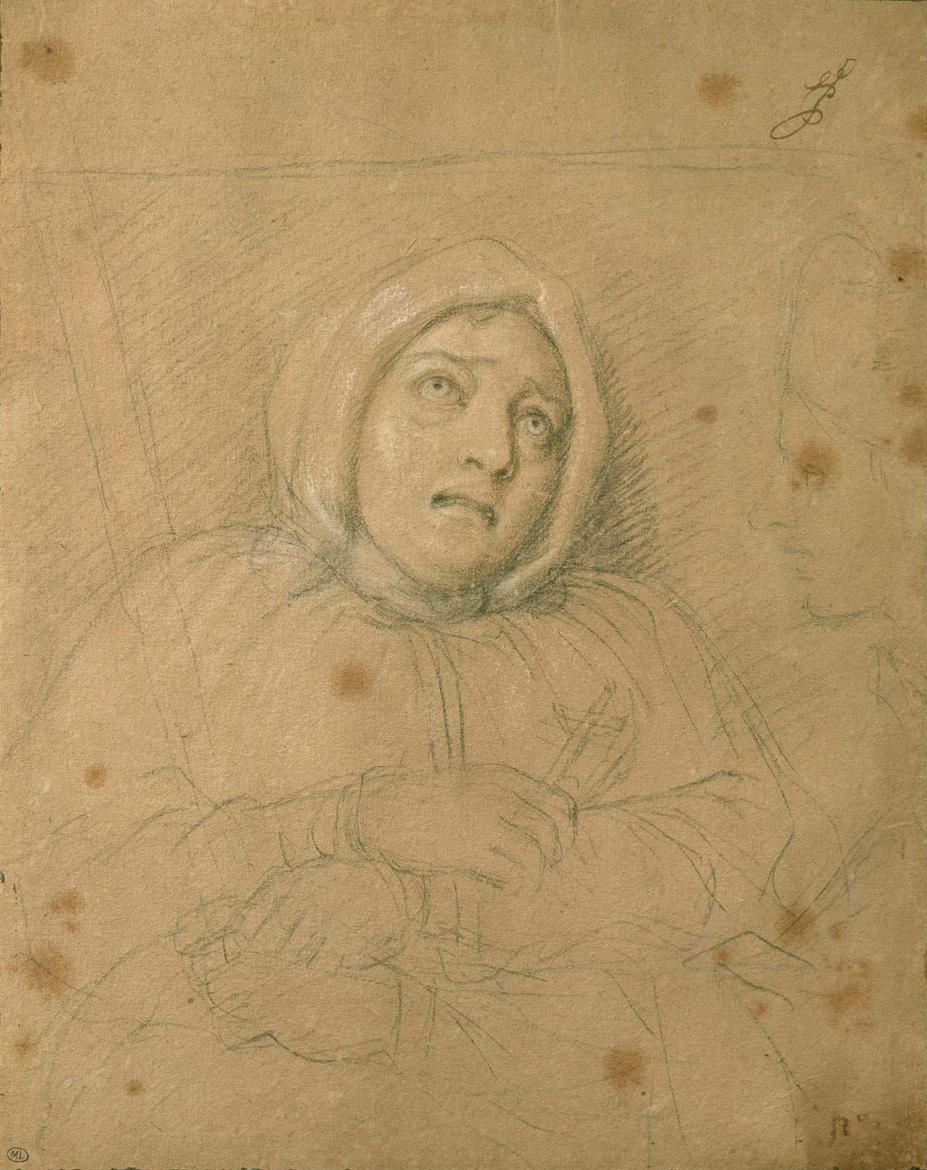
Marie-Madeleine d'Aubray, markisinna de Brinvilliers

Madame de Dreux (Jean Petitot) - Nationalmuseum - 24939

Marie-Madeleine d'Aubray, markisinnan de Brinvilliers, allmänt känd som Madame de Brinvilliers, född 2 juli 1630 i Paris, död 17 juli 1676, var en fransk giftmördare.

## Biografi
Marie-Madeleine d'Aubray var ett av fem barn till den förmögne ämbetsinnehavaren Antoine Dreux d'Abray, civillöjtnant av Paris. År 1651 gifte hon sig med officeren Antoine Gobelin. Både hon själv och maken hade stora personliga förmögenheter, och år 1660 övertog de titeln markis och markisinna de Brinvilliers efter en av makens egendomar.
1659 inledde hon ett förhållande med makens kollega, kavallerikaptenen Godin de Sainte-Croix. Hennes far, som var en hög tjänsteman i Paris, ogillade förhållandet och ordnade 1663 genom ett s.k. lettre de cachet att dotterns älskare fick tillbringa två månader i Bastiljen. Där lärde han känna Exili, som till sin medfånge lärde ut hur man använder gifter, troligtvis Aqua Tofana, och blev mer eller mindre expert i ämnet. Enligt Brinvilliers levde Exili en tid hos Saint-Croix sedan de båda släppts fria, även om Exili utvisades den 27 juni 1663. Hon skulle senare uppge att Saint-Croix också hade fått sina gifter av hovapotekaren Christophe Glaser.

### Mord
År 1663 hade paret Brinvilliers fått ekonomiska problem på grund av makens slöseri. Hon lyckades få domslut på att maken inte fick röra hennes pengar, men i stället slösade Saint-Croix bort dessa på spel. Saint-Croix var troligen under de följande åren verksam som giftblandare, och det är möjligt att Brinvilliers var inblandad. Under giftmordsaffären 1679–1682 upptäcktes att en kvinna vid namn Guesdon hade varit anställd av dem båda. Guesdon hade under en kort tid varit anställd i hushållet hos en Monsieur Violet, som 1665 hade dött hastigt. En man vid namn Maillard, som vid den tiden var älskare åt Violets hustru, hade samtidigt betalat Saint-Croix en stor summa pengar, och det bedömes att Maillard hade betalat Saint-Croix för att ha placerat Guesdon som lönnmördare i Vaiolets hushåll.
I samråd med sin älskare Saint-Croix förgiftade markisinnan 1666 sin far. Motivet var delvis hämnd för att han tidigare hade spärrat in Saint-Croix, och dels för att få ut sitt arv. Förgiftningen hade utförts sedan hon fått en lönnmördare, Gascon, anställd i hans hushåll, men hon hade sedan utfört förgiftningen själv. 1670 var också detta arv bortslösat, och i samråd med Saint-Croix förgiftade hon först sin äldre och sedan sin yngre broder med hjälp av en lönnmördare, La Chausee, som hon hade fått anställd i deras hushåll. Hon planlade att mörda även sin äldste brors änka, som hade ärvt dennes förmögenhet, och sin syster, som gjorde av med sin förmögenhet på välgörenhet i stället för att ge den till Brinvilliers barn, men hon hann aldrig sätta dessa planer i verket.

### Flykt och arrestering
1672 avled Sainte-Croix plötsligt och man anträffade då hos honom ett skrin som innehöll gifter, samt papper som var synnerligen komprometterande för Brinvilliers. Sainte-Croix hade lämnat instruktioner att skrinet tillhörde henne och skulle lämnas till henne utan att öppnas. Hon misstänkliggjordes också då hon upprepade gånger begärde att skrinet skulle utlämnas. La Chausee blev vid samma tidpunkt arresterad sedan han hade trätt fram och sagt att Saint-Croix var skyldig honom pengar, och Brinvilliers före detta svägerska begärde då att han skulle åtalas för mord.
Brinvilliers flydde då till England. Sedan hon vägrat återvända och vittna vid rättegången dömdes hon till döden i sin frånvaro, och begärdes utlämnad. Begäran bifalls, men eftersom de engelska myndigheterna inte ville gripa henne själva fick hon tid att lämna landet. Hon färdades sedan ständigt från en plats till en annan, medan hon levde på ett underhåll från sin syster. Vid systerns död i augusti 1675 blev hon utblottad, och våren 1676 hyrde hon rum i ett kloster i Liege i Spanska Nederländerna. En fransk garnison var just då placerad i stadens citadell, och begärde henne utlämnad av stadens myndigheter, en begäran som bifölls.

### Rättegång och dom

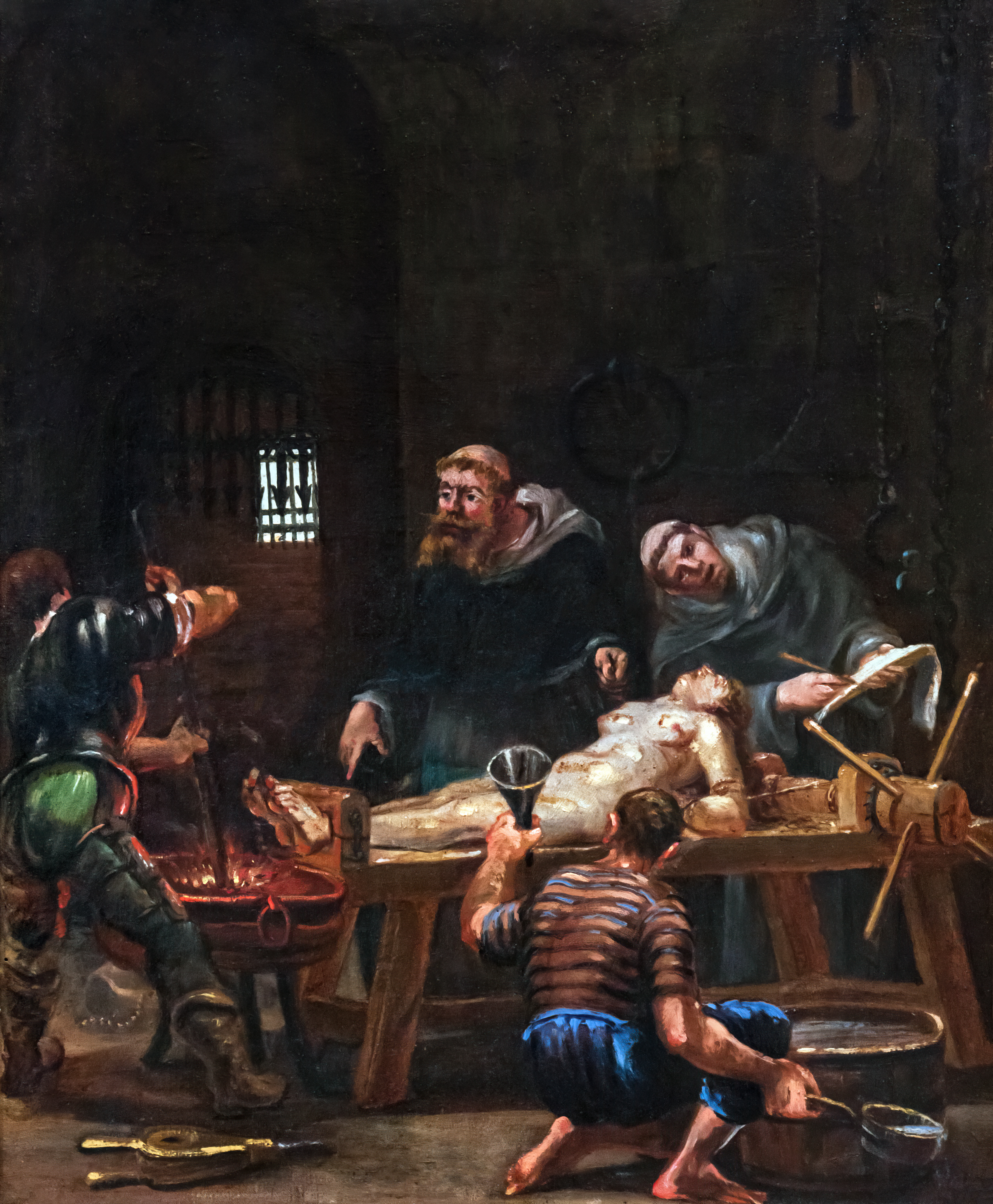
Markisinnan de Brinvilliers torteras.

I samband med gripandet hittades en bekännelse av henne själv i hennes rum. I detta dokument bekände hon att hon hade mördat sin far och sina bröder, och även att hon hade förgiftat sin make och sin dotter men ångrat sig och vårdat dem friska igen. Hon påstod också att av hennes fem barn var två Saint-Croix och ett en onämnd kusins och makens. Hon angav att hon hade gjort flera aborter, något som under denna tid var förbjudet. Slutligen påstod hon att hon hade förlorat oskulden vid sju års ålder, och sedan dess hade haft en incestuös kontakt med sina bröder. Detta dokument betraktades först som en religiös bekännelse och därmed inte användbart i rätten, men efter ett domstolsbeslut bestämdes det att det kunde användas som bevis. Dessutom vittnade hennes barns privatlärare, Jean Baptiste de Briancourt, mot henne. Han uppgav att han hade varit hennes älskare, att hon hade erkänt morden för honom och sedan utsatt även honom för mordförsök tillsammans med Saint-Croix. Brinvilliers nekade till alla anklagelser, men dömdes mot sitt nekande till döden. Efter domen utsattes hon för tortyr för att avslöja sina medbrottslingar. Innan tortyren började erkände hon sig skyldig. Hon utsattes för vattentortyr - en slang sattes i hennes mun och hennes kropp fylldes till bristningsgränsen med vatten. Hon angav dock ingen medbrottsling trots tortyren. Hon avrättades genom halshuggning, varefter hennes lik brändes offentligt på bål.

## Efterspel
Fallet Brinvilliers blev enormt uppmärksammat. Gripandet och avrättningen deav Brinvilliers ledde till den s.k. giftmordsaffären.